# المعهد العالي للرياضة والتربية البدنية بقفصة
المعهد العالي للرياضة والتربية البدنية بقفصة هي إحدى المؤسسات العليا التابعة لجامعة قفصة، وقد نشأت في جويلية 2005 م.